# Токарівка (Харківський район)
Токарі́вка — село в Україні, у Дергачівській міській громаді Харківського району Харківської області. Населення становить 16 осіб.

## Географія
Село Токарівка розташоване на березі річки Татарка, вище за течією розташоване село Бугаївка, нижче за течією — урочище Сидорчина Балка, а за нею село Дубівка, на річці зроблена велика загата (~ 20 га).

## Історія
Село засноване 1850 року.
У 1932—1933 роках село постраждало внаслідок геноциду українського народу, проведеного урядом СРСР, кількість встановлених жертв в Токарівці та Токарівці Другій — 49 людей.
12 червня 2020 року Токарівська сільська рада, в ході децентралізації, об'єднана з Дергачівською міською громадою. 
19 липня 2020 року, в результаті адміністративно-територіальної реформи та ліквідації Дергачівського району, село увійшло до складу Харківського району.
З початку російського вторгнення в Україну село було тимчасово окуповане російськими загарбниками. 
11 вересня 2022 року село Токарівка, що знаходиться поряд із автомобільним пунктом пропуску «Гоптівка», звільнено від російських окупантів.